# 1011
1011 је била проста година.

## Догађаји
- Битка код Алтинга (Исланд).
- 2. јул — вођени су неуспешни преговори између Хајнриха II и Луксембурга у Хофтагу у Мајнцу.
- Саксонски војвода Бернхард II напао је бременског надбискупа Лиавизоа, што се није свидело цару.
- Синови везира ал-Хусеина ибн-Јаухара, незадовољни политиком халифе, беже у заштиту антиохијских доука. Међутим, египатски калиф је најавио велику награду за њихове главе, а бегунце су у близини Дамаска ухватили сопствени суверници и побили.
- Китанци су заузели престоницу Корјо.
- Умире жена Владимира Свјатославича, Ана Византијска. Према арапском хроничару Јахији из Антиохије, она је подигла „многе цркве у земљи руској“. Владимир је сахрањује у Десетној цркви.
- Претпоставља се да је Владимир Свјатославич поставио темеље дрвене цркве Свете Софије у Кијеву, на чијем месту је до 1037. године (према другим изворима 1037-1046) подигнута камена катедрала Свете Софије (према другим изворима 1037-1046).